# Li & Fung
Li & Fung est une entreprise de logistique, de commerce et distribution, basée à Hong Kong.

## Histoire
En décembre 2021, Maersk annonce l'acquisition de LF Logistics, une entreprise de logistique hongkongaise et filiale de Li & Fung, pour 3,6 milliards de dollars, dans le but de renforcer sa logistique terrestre et le nombre de ses entrepôts.